# Boris Norkin
Boris Osipovitj Norkin (ryska: Борис Осипович Норкин), född 1895 i Rogatjev i guvernementet Mogiljov i Kejsardömet Ryssland (nu Rahatjoŭ i Belarus), död 1 februari 1937 i Moskva, var en sovjetisk politiker. Han var chef för fabriksanläggningarna i Kemerovo.

## Biografi
I samband med den stora terrorn greps Norkin i september 1936 och åtalades vid den andra Moskvarättegången; han erkände sig skyldig till sabotage av kraftstationer. Norkin dömdes till döden och avrättades genom arkebusering den 1 februari 1937.